# Lecidea sphaerella
Lecidea sphaerella är en lavart som beskrevs av Johan Teodor Hedlund. Lecidea sphaerella ingår i släktet Lecidea, och familjen Lecideaceae. Arten är reproducerande i Sverige.